# 第9届中国电视剧飞天奖
第九届全国电视剧“飞天奖”评选于1989年4月24日在北京揭晓。颁奖仪式于1989年5月13日在太原举行。

## 获奖名单

### 电视连续剧
- 特别奖《末代皇帝》
- 一等奖《师魂》
- 二等奖《裤裆巷风流记》、《家教》
- 三等奖《篱笆、女人和狗》、《绿荫》
- 提名荣誉奖《评梅女士》、《撞击世纪之门》、《那五》、《袁崇焕》、《大西北人》、《家·春·秋》、《带后院的四合院》

### 单本剧
- 一等奖空缺
- 二等奖《白栅栏》、《白色山岗》
- 三等奖《花鸽子》、《汪老师的婚事》、《塔铺》、《汉家女》
- 提名荣誉奖《蒙巴萨之恋》《共同的目击者》《神圣忧思录》《二十一世纪大爆炸》《云彩岭》

### 儿童连续剧
- 一等奖《好爸爸、坏爸爸》
- 二等奖空缺
- 三等奖《三个和一个》

### 儿童单本剧
- 一等奖《病毒·金牌·星期天》
- 二等奖《男子汉虎虎》
- 三等奖《我们的小队》

### 短剧、小品
- 空缺

### 戏曲片
- 一等奖空缺
- 二等奖《朱嘉与丽娘》
- 三等奖《这家没有男人》

### 译制片
- 《春天的17个瞬间》《细雪》《草原小屋》

### 单项奖
- 优秀编剧奖：诸葛怡《师魂》《好爸爸、坏爸爸》、王树元《末代皇帝》
- 优秀导演奖：冯小宁《病毒·金牌·星期天》
- 优秀男主角：陈道明《末代皇帝》
- 优秀女主角：空缺
- 优秀男配角：牛星丽《末代皇帝》
- 优秀女配角：顾艳《家教》
- 优秀摄像：谢平《病毒·金牌·星期天》
- 优秀照明：胡平《半条红领巾》
- 优秀美术：《末代皇帝》（服、化、道）
- 优秀剪辑：王宏桥《病毒·金牌·星期天》
- 优秀音乐：金复载《裤裆巷风流记》
- 优秀音响：空缺